# Tipula elongata
Tipula elongata är en tvåvingeart som först beskrevs av Pierre Justin Marie Macquart 1838.
Tipula elongata ingår i släktet Tipula och familjen storharkrankar. Inga underarter finns listade i Catalogue of Life.